# ۱۰۳۵ (میلادی)
۱۰۳۵ (میلادی) هزار و سی و پنجمین سال تقویم میلادی است.

## درگذشتگان
- ۱۲ نوامبر - کانوت بزرگ، پادشاه انگلستان، دانمارک و نروژ

‎